# Silverdale (Lancashire)
Pour les articles homonymes, voir Silverdale.
Silverdale est un village et une paroisse civile du Lancashire, en Angleterre.